# Ihla Malé Tatry
Ihla Malé Tatry jsou skalní věže z vápence, které se nacházejí v Malých Tatrách, části města Ružomberok v Žilinském kraji na Slovensku. Skály se nacházejí nad řekou Váh v jižním svahu hory Malý Čerbať v Šípské Fatře, podcelku pohoří Velká Fatra. Skalní věže jsou přístupné jen po neznačených lesních stezkách a jsou volně přístupné. Věže jsou vysoké cca 10 m a na některé vrcholy věží lze vyjít přímo ze svahu. Věže nabízejí omezený výhled do údolí Váhu a na Velkou Fatru.

## Galerie

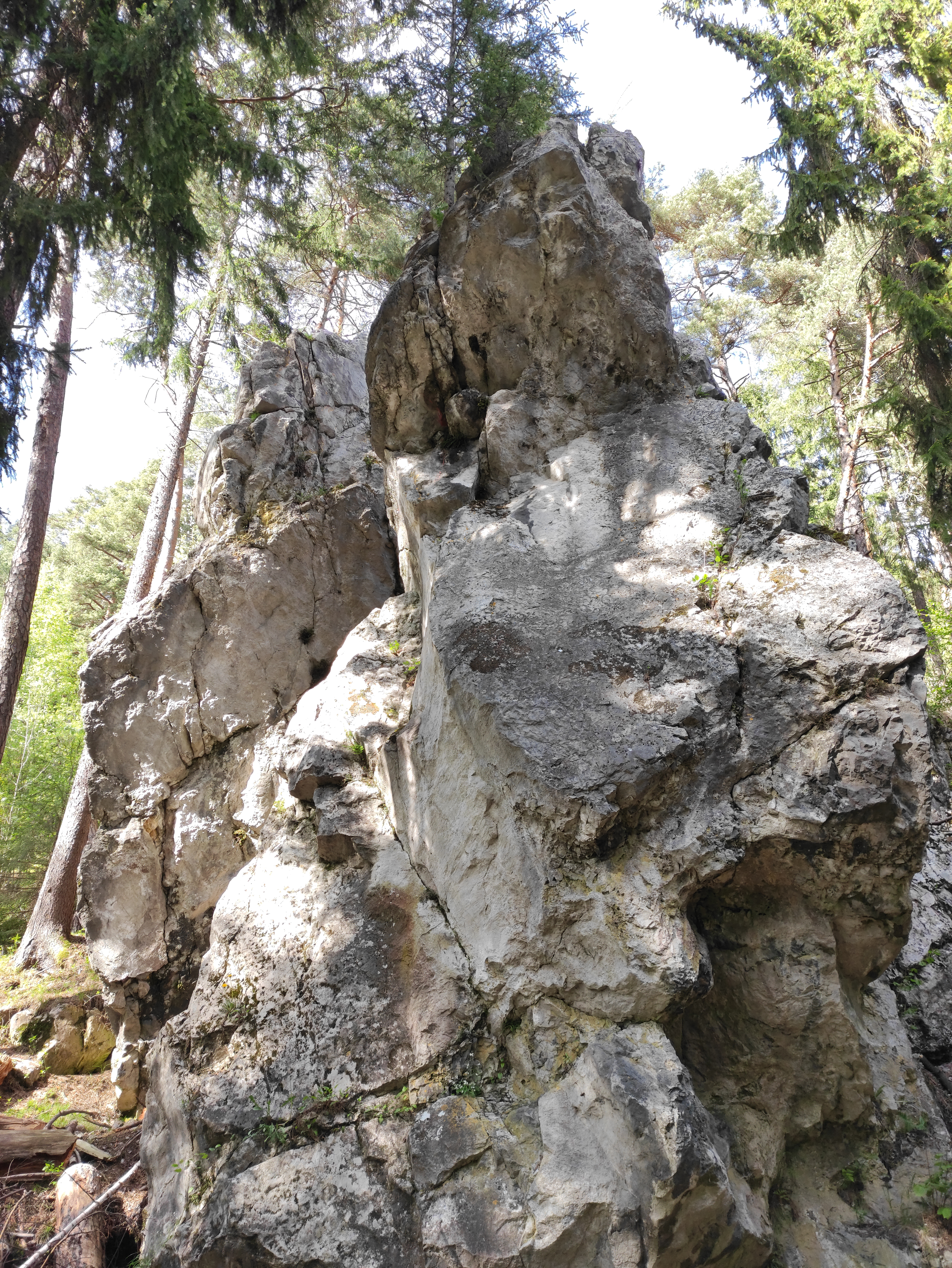
Detail jedné ze skal
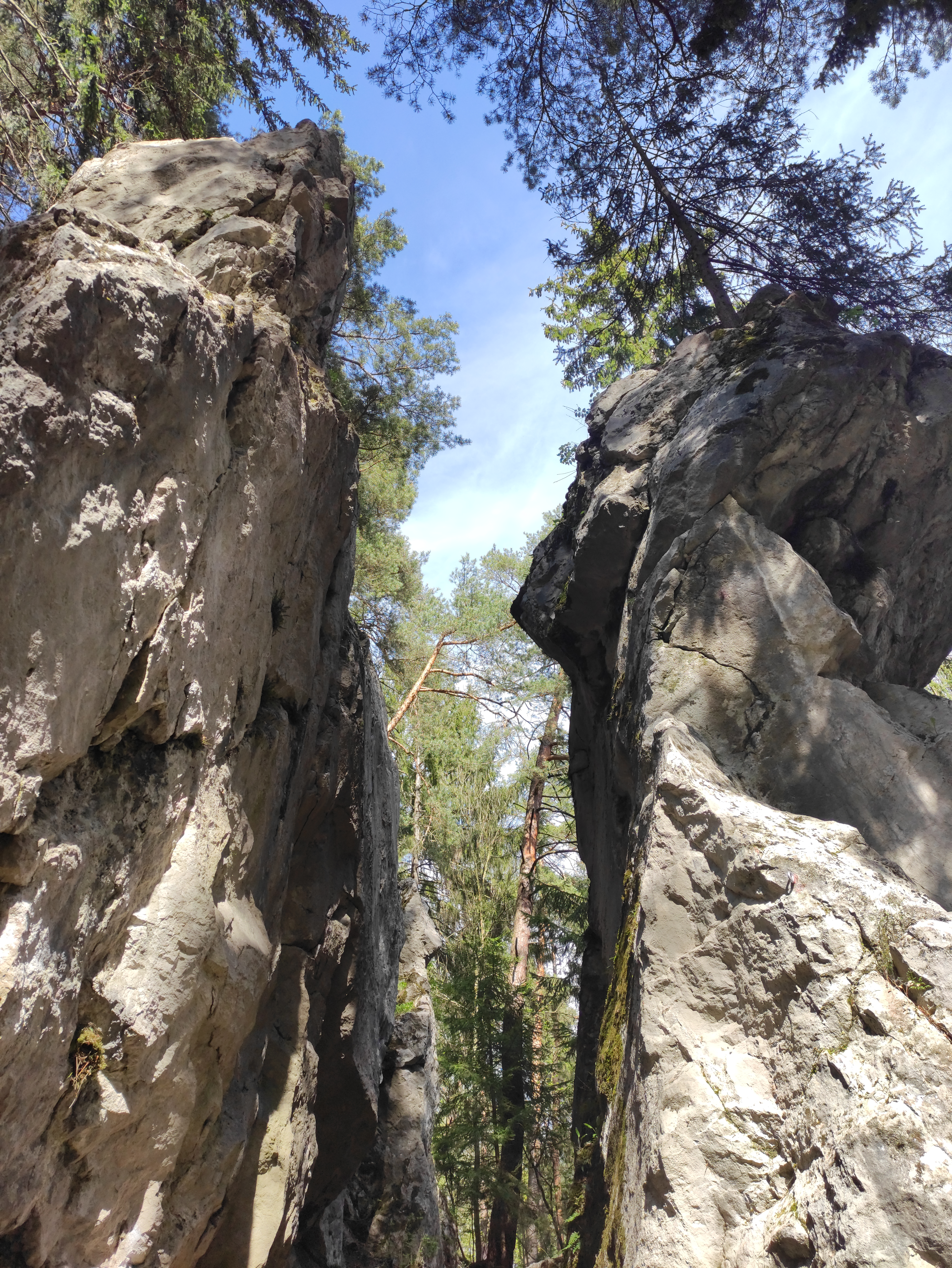
Soutěska mezi skalami
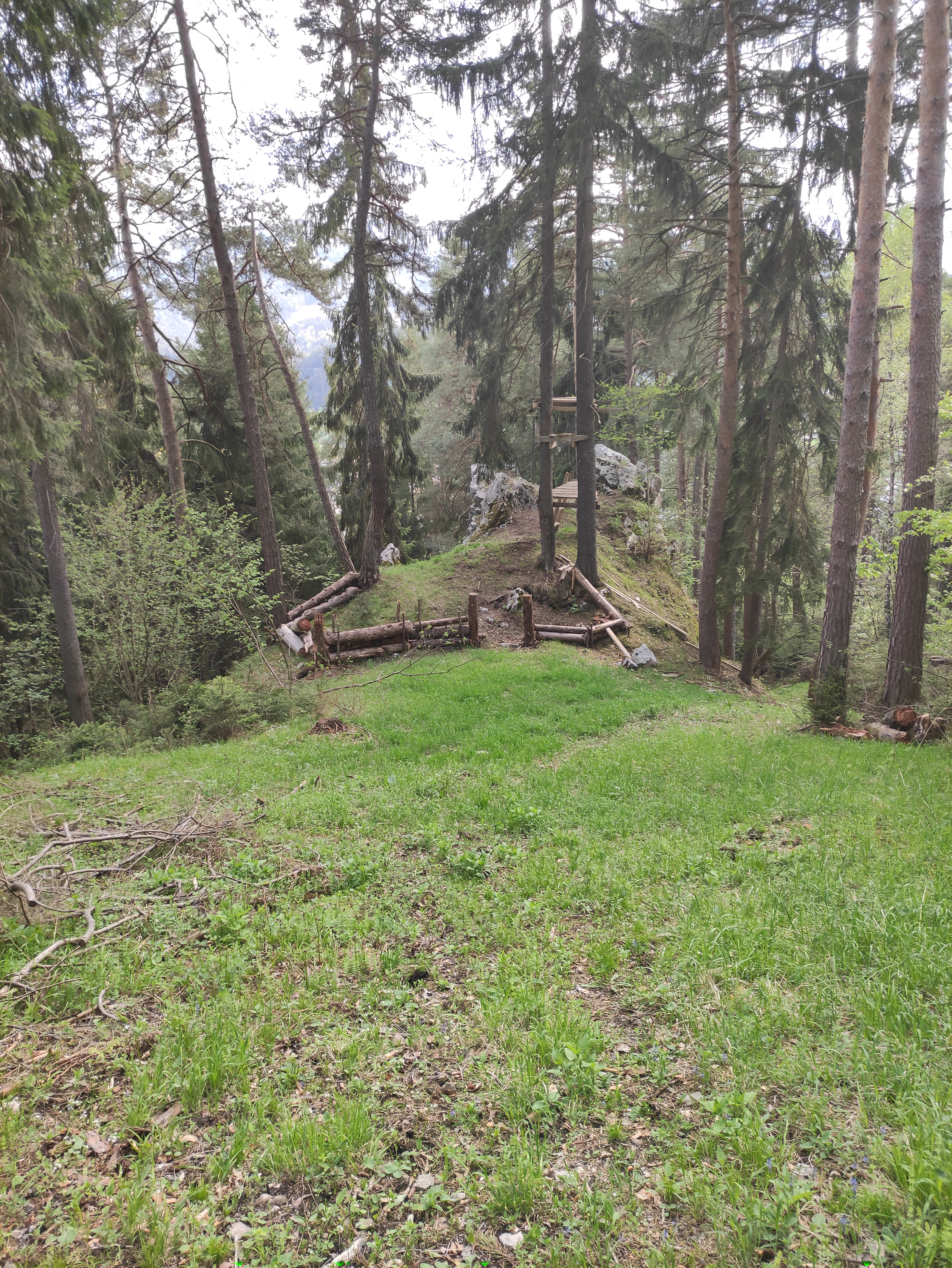
Pohled na skály shora